# Ngành Giun tròn
Giun tròn (còn gọi là Tuyến trùng) là nhóm các động vật thuộc ngành Nematoda. Chúng gồm những động vật sinh sống ở một phạm vi môi trường rộng lớn. Có thể khó phân biệt được chúng dù người ta đã miêu tả được hơn 28.000 loài, trong số đó trên 16.000 loài là loài ký sinh; tổng số loài giun tròn được thống kê khoảng 1 triệu loài. Khác với ngành Giun dẹp và ngành Thích ty bào, giun tròn có hệ thống tiêu hóa hở hai đầu.

## Môi trường sống
Nematode đã thích nghi hầu hết tất cả hệ sinh thái từ biển đến nước ngọt, trong đất, và từ các vùng cực đến vùng nhiệt đới, cũng như ở các độ cao lớn nhất và thấp nhất. Chúng phổ biến trong nước ngọt, nước biển, và các môi trường trên đất liền, trong các môi trường này chúng thường đông hơn các động vật khác về số lượng cá thể lẫn số lượng loài, và được tìm thấy ở nhiều nơi khác nhau như núi, hoang mạc và rãnh đại dương. Chúng cũng được tìm thấy trong những phần của thạch quyển của Trái Đất. Chúng chiếm 90% tất cả các dạng sống trên đáy biển. Sự thống trị của chúng thường hơn 1 triệu cá thể trên một mét vuông và chiếm khoảng 80% tất cả các cá thể động vật trên Trái Đất, đa dạng về vòng đời, và chúng hiện diện ở các cấp độ dinh dưỡng khác nhau trong các hệ sinh thái. Nhiều dạng ký sinh của chúng gây ra các bệnh ở hầu hết thực vật và động vật (bao gồm cả con người).
Một nhóm nấm ăn thịt, nematophagous fungi, là các loài săn nematode trong đất. Chúng đặt các bẫy dụ giun tròn lọt vào một cấu trúc dính. Nematode từng được phát hiện ở độ sâu rất lớn (0,9–3,6 km) dưới bề mặt đất trong các mỏ vàng ở Nam Phi.

## Phân loại học

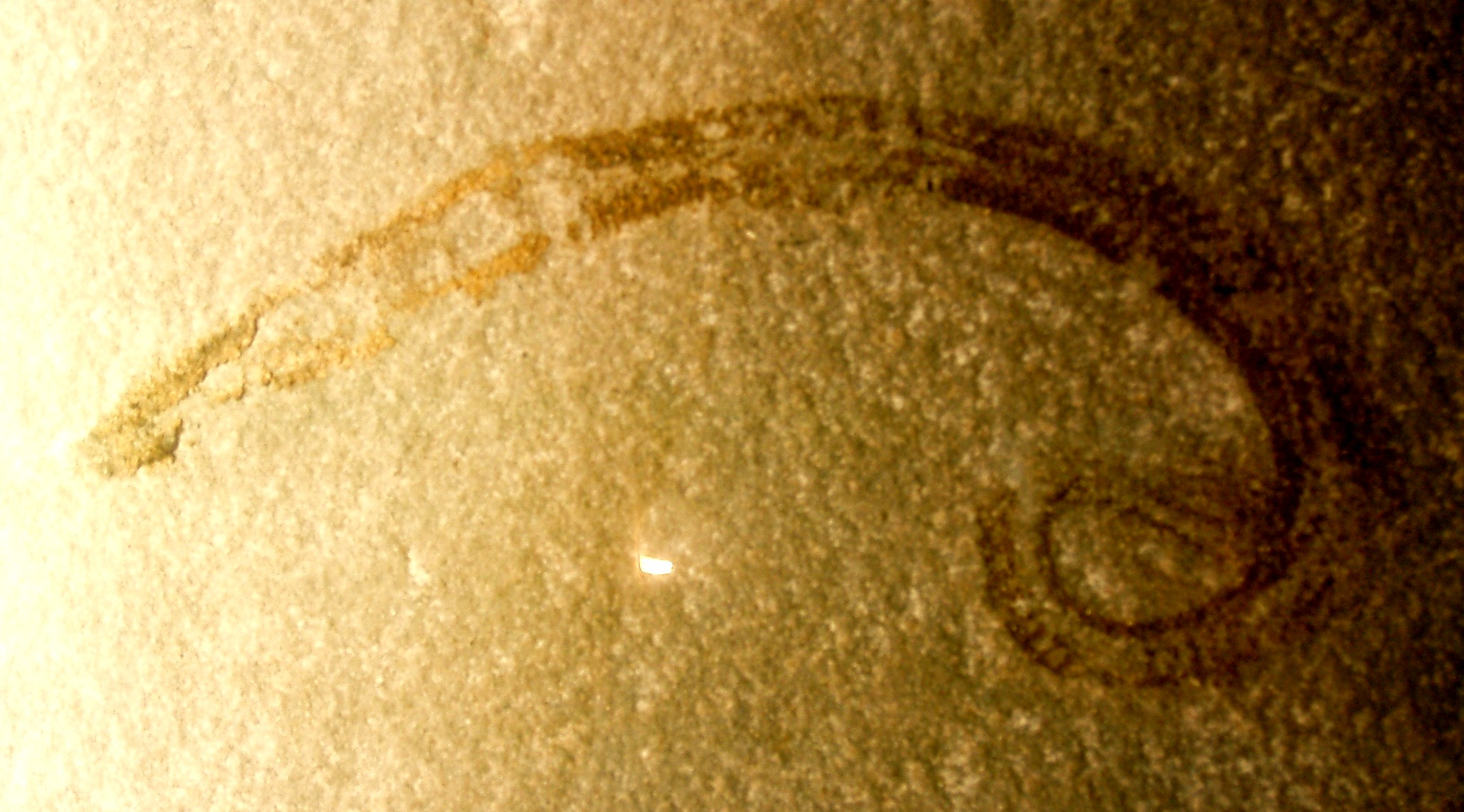
Eophasma jurasicum, nematode hóa thạch

Nhóm giun tròn ban đầu được Karl Rudolphi xác định năm 1808 với tên là Nematoidea, trong tiếng Hy Lạp Cổ νῆμα (nêma, nêmatos, 'sợi chỉ') và -eiδἠς (-eidēs, 'loài'). Nó đã được phân loại lại thành họ Nematodes bởi Burmeister năm 1837 và bộ Nematoda bởi K. M. Diesing năm 1861.
Từ ban đầu, "Nematoidea" đã bao gồm giun tròn và giun lông ngựa (Nematomorpha). Cùng với Acanthocephala, Trematoda và Cestoidea, nó hình thành nhóm Entozoa. Những khác biệt đầu tiên của giun tròn với nematomorpha, dù có những sai lầm, là do von Siebold (1843) xếp với các bộ Nematoidea và Gordiacea. Chúng được xếp vùng với Acanthocephala trong ngành mới Aschelminth (hiện đã lỗi thời) bởi Gegenbaur (1859). Phân loại học Nematoidea, bao gồm họ Gordiidae sau đó được nâng lên thành ngành bởi Ray Lankester (1877). Năm 1919, Nathan Cobb đề xuất rằng giun tròn nên được tổ chức lại là một ngành. Ông cho rằng chúng nên có tên là nema trong tiếng Anh thay vì "nematodes" và định nghĩa phân loại Nemates (số nhiều trong tiếng Latinh của nema). Kể từ khi Cobb đầu tiên đề nghị loại bỏ tất cả nematode khỏi nhóm, một số nguồn xem tên phân loại học đúng là Nemata thay vì Nematoda.

### Phát sinh loài
Các mối quan hệ của nematode và họ hàng gần của chúng trong nhóm protostomia Metazoa vẫn chưa được giải quyết. Thông thường, chúng được xếp vào một nhánh riêng của chúng nhưng trong thập niên 1990 chúng được đề xuất tách ra tạo thành một nhóm Ecdysozoa cùng với moulting, như arthropoda. Danh tính của các họ hàng còn sinh tồn của Nematoda luôn được xem là đã giải quyết rõ ràng. Đặc điểm hình dạng và phát sinh loài nguyên tử phù hợp với việc xếp giun tròn là một cấp phân loài ngang hàng với giun ký sinh (Nematomorpha); cùng với nhóm này chúng tạo thành Nematoida. Cùng với nhóm Scalidophora (trước đây là Cephalorhyncha), Nematoida tạo thành Introverta. Không có sự phân biệt rõ ràng liệu Introverta có quan hệ gần gũi với Gastrotricha hay không; nếu có, chúng được xem là một nhánh Cycloneuralia,nhưng bất đồng lại xảy ra khi cả hai dạng dữ liệu hình thái và phân tử. Cycloneuralia hay Introverta thường được xếp thành một liên ngành.

### Phân loại Nematoda

Năm sống điều chỉnh theo bệnh tật đối với các bệnh đường ruột nhiễm giun trên 100.000 dân năm 2002.
không dữ liệu
nhỏ hơn 25
25–50
50–75
75–100
100–120
120–140
140–160
160–180
180–200
200–220
220–240
lớn hơn 240

Do thiếu kiến thức về nhiều loài Nematode, hệ thống phân loại của chúng vẫn đang tiến hành. Một phân loại sớm nhất và có ảnh hưởng nhất là đề xuất của Chitwood và Chitwood -sau đó cũng do ông sắp xếp lại—ông đã chia ngành này thành 2 nhóm Aphasmidia và Phasmidia. Các nhóm này sau đó được đổi tên theo thứ tự thành Adenophorea và Secernentea. Secernentea có chung nhiều đặc điểm như sự hiện diện của phasmid, một cặp cơ quan cảm giác nằm ở vùng hai bên vùng sau, và cặp này được dùng làm đặc điểm cơ bản trong việc phân chia nhóm này. Cơ chế này đã được kế thừa trong nhiều phân loại sau đó, mặc dù Adenophorea không phải một nhóm đồng nhất.
Chúng được chia thành năm nhánh:
- Dorylaimia
- Enoplia
- Spirurina
- Tylenchina
- Rhabditina

Trong đó, Secernentea thực sự là một nhóm tự nhiên có quan hệ gần nhất. Nhưng "Adenophorea" thể hiện là một tập hợp cận ngành của giun tròng đơn giản là chúng mang các đặc điểm nhiều đốt của tổ tiên chúng. Nhóm cũ Enoplia không có vẻ là đơn ngành, nhưng có thể gồm hai dòng riêng biệt. Nhóm cũ "Chromadoria" có vẻ là một tập hợp cận ngành khác, với Monhysterida đại diện cho một nhóm nhỏ rất cổ của nematoda. Trong số Secernentea, Diplogasteria có thể cần phải gộp với Rhabditia, khi đó Tylenchia có thể là cận ngành với Rhabditia.
Những kiến thức về hệ thống phân loại và phát sinh loài của giun tròn cho đến năm 2002 được tóm tắt như sau:
Ngành Nematoda
- Nhánh cơ sở Monhysterida
- Lớp Dorylaimea
- Lớp Enoplea
- Lớp Secernentea
  - Phân lớp Diplogasteria (tranh cãi)
  - Phân lớp Rhabditia (cận ngành?)
  - Phân lớp Spiruria
  - Phân lớp Tylenchia (tranh cãi)
- tập hợp "Chromadorea"

## Dịch tễ học
Một số loài giun tròn gây nên bệnh đường ruột ở con người như giun đũa, trichuriasis và giun mốc.